# Beijinglu, Shandong
Beijinglu (kinesiska: 北京路街道) är ett stadsdelsdistrikt (jiedao) i Kina. Den ligger i stadsdistriktet Donggang i staden Rizhao  i provinsen Shandong, i den östra delen av landet, omkring 260 kilometer sydost om provinshuvudstaden Jinan.
Genomsnittlig årsnederbörd är 978 millimeter. Den regnigaste månaden är juli, med i genomsnitt 292 mm nederbörd, och den torraste är januari, med 9 mm nederbörd.